# Miss You (пісня Джеремі Макізе)
Miss You (з англ. — Сумую за тобою) — пісня бельгійського співака Джеремі Макізе, яка була випущена 10 березня 2022 року. Пісня представляла Бельгію на Євробаченні 2022, де посіла восьме місце в півфіналі та 19 місце у фіналі відповідно.

## Євробачення

### Відбір
15 вересня 2021 року стало відомо, що RTBF відправить Джеремі Макізе на Євробаченні 2022. Вони були перші, які оголосили це.

### На Євробаченні
Під час жеребкування, яке відбулося 25 січня 2022 року, було визначено, що Бельгія виступить під 16 номером між Чорногорією і Швецією. Пісня зайняла 8 місце й змогла кваліфікуватись до фіналу.
У фіналі пісня зайняла 19 місце з 64 балами.

## Чарти
| Чарт (2022)                | Найвища позиція |
| -------------------------- | --------------- |
| Бельгія(Ultratop Фландерс) | 2               |
| Бельгія(Ultratop Валлонія) | 4               |